# Estada
Estada è un comune spagnolo di 192 abitanti situato nella comunità autonoma dell'Aragona.

Fa parte della comarca del Somontano de Barbastro.